# Église paroissiale Sainte-Anne de Belváros
L'église paroissiale Sainte-Anne de Belváros (en hongrois : Belvárosi Szent Anna-plébániatemplom) ou église servite (Szervita templom) est une église catholique romaine de Budapest, située dans le quartier de Belváros, sur Szervita tér. 